# Ishania firma
Ishania firma là một loài nhện trong họ Zodariidae.
Loài này thuộc chi Ishania. Ishania firma được Rudy Jocqué & Léon Baert miêu tả năm 2002.